# جماجم (المخادر)

تعديل مصدري - تعديل

جماجم محلة تابعة لقرية السهيلة، التابعة لعزلة المعشار بمديرية المخادر إحدى مديريات محافظة إب في الجمهورية اليمنية، بلغ تعداد سكانها 38 حسب تعداد اليمن لعام 2004.